# نيك مونتانا
نيك مونتانا (بالإنجليزية: Nick Montana)‏ هو لاعب كرة قدم أمريكية أمريكي، ولد في 28 أبريل 1992 في سان فرانسيسكو في الولايات المتحدة.